# Marie-Louise Roth
Marie-Louise Roth-Zimmermann (* 1. August 1926 in Haguenau, Elsass; † 25. Mai 2014 in Straßburg) war eine französisch-deutsche Literaturwissenschaftlerin.

## Leben
Roth war die einzige Tochter der Pädagogen Gérard und Marie-Thérèse Zimmermann. Nach dem Besuch der Schulen in Bischwiller und Haguenau lebte sie mit ihrer Familie 1942 bis 1945 in einem württembergischen SS-Abfertigungslager in Schelklingen. Nach Kriegsende und Rückkehr in das Elsass studierte sie an der Universität Nancy und der Universität Straßburg. 1953 erwarb sie die Agrégation d'allemand und lehrte zunächst am Lycée in Épinal, dann am Collège in Forbach. 1954 nahm sie einen Lehrauftrag an der Universität des Saarlandes an und war ab 1956 als Assistentin bei der Ausbildung französischer Germanisten tätig.
1964 erhielt sie einen Ruf als Professorin für deutsche Sprache und Literatur in der französischen Abteilung (Section Française) der Fachrichtung Germanistik an der Universität des Saarlandes. Erst 1976 promovierte sie in an der Universität Straßburg mit einer Arbeit über Robert Musil. Nach der Habilitation wurde sie zur Professorin für Neuere Deutsche Literaturwissenschaft an der Universität des Saarlandes ernannt. 1992 wurde sie emeritiert.
Bereits seit 1956 beschäftigte sie sich mit dem Werk des österreichischen Schriftstellers Robert Musil. 1970 gründete sie an der Universität des Saarlandes die ständige Arbeitsstelle für Robert-Musil-Forschung, die heutige „Arbeitsstelle für Österreichische Kultur und Literatur / Robert Musil-Forschung“. 1974 gründete sie in Wien die Internationale Robert-Musil-Gesellschaft (IRMG) mit Bruno Kreisky, damals österreichischer Bundeskanzler, als Schirmherr. Roth war Präsidentin der IRMG von 1974 bis 2001, ab 2001 deren Ehrenpräsidentin.
Sie heiratete 1953 Ernest Roth, dessen Vater Ernst Roth 1933 der jüngste sozialdemokratische Abgeordnete im Reichstag in Berlin war.
Marie-Louise Roth hat ihre Erlebnisse im SS-Abfertigungslager in Schelklingen in ihrer Autobiografie Denk’ ich an Schelklingen. Erinnerungen einer Elsässerin an die Zeit im SS-Umsiedlungslager dokumentiert.
Marie-Louise Roth starb im Mai 2014 im Alter von 87 Jahren.

## Auszeichnungen
- 1989 Ehrenkreuz für Wissenschaft und Kunst I. Klasse der Republik Österreich
- 1993 Chevalier de l’Ordre National du Mérite der Französischen Republik
- 2001 Bundesverdienstkreuzes am Bande des Verdienstordens der Bundesrepublik Deutschland

## Schriften (Auswahl)
- Robert Musil. Ethik und Ästhetik. Paul-List-Verlag München 1972
- Denk’ ich an Schelklingen . . ., Röhrig 2001, ISBN 3-86110-275-7